# Bakari Koné
Bakari Koné (Abidjan, 17 de setembro de 1981) é um futebolista marfinense que atua como atacante. Atualmente, joga pelo Lekhwiya. Jogador cuja posição de origem é de ponta-direita, Koné é muito veloz e habilidoso e é conhecido também por possuir uma estatura extremamente baixa.

## Carreira
Koné integrou o elenco da Seleção Marfinense de Futebol, na Copa do Mundo de 2006.

## Títulos
Olympique de Marseille
- Copa da Liga Francesa: 2009-10
- Campeonato Francês: 2009-10